# L'Attrape-cœurs
Ne doit pas être confondu avec le roman de Boris Vian, L'Arrache-cœur.
L'Attrape-cœurs (titre original : The Catcher in the Rye) est un roman de l'américain J. D. Salinger publié le 16 juillet 1951. C'est un récit à la première personne qui relate trois jours dans la vie d'un adolescent, Holden Caulfield, et son errance solitaire à travers la ville de New York.
Ce classique de la littérature américaine est une des œuvres les plus célèbres du XXe siècle, qui a marqué des générations de lecteurs. Il est à ce titre encore beaucoup étudié dans les écoles aux États-Unis et au Canada, bien que ce choix ait été critiqué en raison de certains des thèmes qu’il aborde (décrochage scolaire, aliénation sociale, alcool, prostitution) et de son niveau de langue (langage familier et souvent injurieux). La notion d'antihéros débute alors aux États-Unis et choque le grand public.
Depuis l'année de sa parution, plus de 65 millions d'exemplaires ont été vendus dans le monde et il s'en vendrait environ 250 000 chaque année, ; le titre original du roman (The Catcher in the Rye) fait référence au poème écossais Comin' Thro' the Rye de Robert Burns.

## Résumé
Écrit à la première personne, L'Attrape-cœurs relate trois jours dans la vie d'Holden Caulfield. L'adolescent est exclu de son lycée Pencey Prep à la veille des vacances de Noël et erre seul dans la ville de New York.
Holden Caulfield évoque ses relations avec ses camarades de Pencey, en particulier Stradlater et Ackley, qu'il qualifie de superficiels. Après avoir été renvoyé du lycée, il fait rapidement ses bagages et quitte son internat dans la soirée. Il décide de ne pas regagner directement l'appartement familial et prend un train pour New York où il réserve une chambre dans un hôtel sordide, Edmont Hotel. Il rencontre trois jeunes filles de Seattle (« trois filles plutôt moches », selon lui) dans un bar et passe la nuit à danser. Caulfield invite une prostituée dans sa chambre et discute avec elle, préférant ne pas avoir de rapports sexuels. Il la paye pour la remercier de lui avoir accordé du temps. La prostituée, Sunny, revient plus tard lui réclamer davantage d'argent. Holden refuse et reçoit un coup violent à l'estomac de la part d'un proxénète.
Le jeune homme passe deux jours en ville, largement caractérisés par l'ivresse et la solitude. Dans un musée, il compare sa vie à celles des statues, qui sont figées et ne changent jamais. L'adolescent est effrayé et angoissé à l'idée de devenir adulte. Il se pourrait que ses doutes aient, en partie, été causés par la mort de son frère, Allie.
Holden Caulfield retourne en cachette et sans faire de bruit chez ses parents pour prendre des nouvelles de sa petite sœur Phoebe, « une petite crevette » de 10 ans qui se trouve être la seule personne qu'il aime littéralement et avec qui il peut communiquer aisément. Le sens du titre est donné dans ce chapitre, lorsque Holden et Phoebe parlent du poème de Robert Burns, Comin' Thro' the Rye. L’adolescent s'imagine dans un champ de seigle avec des milliers de petits « mômes ». Il est au bord d'une falaise et doit empêcher les enfants de tomber, s'ils courent sans regarder où ils vont ou s'ils s'approchent trop près du vide. Il serait « l'attrape-cœurs ». Ce rêve est interprété comme un désir d'empêcher les enfants de grandir, Caulfield considérant les adultes comme des êtres faux et corrompus (le mot phony est utilisé de nombreuses fois dans la version originale du livre).
Holden Caulfield rend ensuite visite à son ancien professeur d'anglais, M. Antolini, qui lui propose de rester chez lui pour la nuit. Ils bavardent tous deux durant un long moment, le professeur donnant des conseils à l'adolescent sur la façon de mener sa vie et de poursuivre des études. Mais durant la nuit, Caulfield se réveille brusquement et surprend M. Antolini en train de lui caresser la tête d'une façon qui lui semble « perverse ». Il quitte alors précipitamment l'appartement du professeur. Il se demande plus tard si son interprétation du geste de M. Antolini n'était pas exagérée.
Caulfield cherche à s'enfuir vers l'ouest et confie son projet à Phoebe, qui insiste pour partir avec lui, peu importe où il ira. Il refuse de l'emmener, se rendant compte que lui-même ne pourra pas le faire. Ils vont ensuite au zoo ; Holden regarde sa petite sœur sur un manège, admiratif et nostalgique à la fois. À la fin du livre, Holden ne veut pas parler de son présent, le trouvant sans importance. L'adolescent âgé de 17 ans se trouve dans un hôpital psychiatrique (il explique qu'il est tombé malade et parle du « psychanalyste qu'ils ont ici »). Il précise qu'il entrera dans un nouveau lycée à l'automne, et avoue que les personnes qu'il a citées dans le roman lui manquent.

## Contenu
- Si vous ne connaissez pas le sujet, laissez ce bandeau (vous pouvez alors contacter les auteurs).
- Si vous supprimez le contenu mis en cause (vous pouvez préalablement contacter les auteurs),

argumentez précisément cette suppression dans la page de discussion
(un manque de référence n'est pas un argument ; une recherche réelle de référence doit avoir été effectuée, être formellement documentée).
Bien que L'Attrape-cœurs ne soit pas un récit autobiographique traditionnel, il s’agit pourtant de l’histoire d’une vie. Le livre est écrit à la première personne et constitue un récit détaillant trois journées déterminantes dans la vie d’un adolescent new-yorkais, Holden Caulfield.
Le narrateur s’en défend bien : « Je ne vais pas vous faire entièrement ma saleté d’autobiographie ni rien ». Pourtant, il raconte dans un ordre chronologique son emploi du temps : le moment où il quitte son internat et les deux jours qui suivent, son errance dans la ville. Et cela rend le récit presque autobiographique 
Holden Caulfield fournit des informations qui permettent d'identifier son environnement familial et social. Il parle de ses parents, de son frère aîné; désigné par les initiales D. B., scénariste à Hollywood qui roule en Jaguar, de sa sœur cadette d’une dizaine d’années, Phoebé (le seul être vivant pour lequel il semble éprouver de l’admiration et de l’affection) et également de son jeune frère, Allie, mort d'une leucémie à l’âge de onze ans. Il évoque aussi ses camarades et ses professeurs.

### Style
L'Attrape-cœurs adopte un style parlé, ou même relâché, comprenant des tics de langage, des mots approximatifs et des tournures familières. Sur la première page se trouvent les expressions « mon enfance pourrie », « toutes ces conneries à la David Copperfield », « ma saleté d’autobiographie » et « ce truc idiot ». Le récit est parfois drôle et révèle un humour décalé qui provient en partie de comparaisons saugrenues, d'expressions inattendues et d'argot imaginatif. Le style d'écriture de Salinger se démarque par sa prédilection pour la forme courte comparable aux nouvelles.
De plus, il y a cette interpellation étonnante, ce « vous » qui dès les premiers mots happe le lecteur et le bouscule, le place en position inconfortable, entre curiosité et connivence. C’est à vous, lecteur, que ce récit s’adresse, directement.
Cependant, plus le lecteur avance dans le livre et plus il réalise que ce « vous » désigne quelqu'un d'autre. L'Attrape-cœurs pourrait être la transcription écrite d’un récit enregistré au magnétophone. Dès lors, si ce n’est pas lui qui est pris à partie, le lecteur se trouve face à une nouvelle interrogation : qui est ce « vous » auquel Holden Caulfield s’adresse ? Cette question crée un effet de suspense et laisse supposer que la réponse ne sera fournie qu’à la dernière page du roman.
Le langage dans lequel est écrit le roman constitue son point fort. Il est sans doute l'intérêt principal pour les lecteurs anglo-saxons, mais aussi la plus grande source de difficultés pour les traducteurs dans une autre langue. C'est ce qui justifie que le livre ait connu deux traductions en français, aucune d'entre elles n'étant complètement satisfaisante, la seconde plus respectueuse de la forme, la première plus fidèle à l'esprit du livre par sa tonalité juvénile.

### Caractère du personnage
Le caractère du personnage apparaît lui aussi clairement dès le début du récit, ne serait-ce que par sa façon de s’exprimer, mais également par son comportement. Holden Caulfield porte constamment une casquette de chasse rouge. Il se démarque de ses camarades de son âge qui, tous, assistent au match de football américain de fin d’année. « Vous pouviez entendre leurs gueulantes, profondes et terrifiantes du côté de Pencey, parce que pratiquement toute l’école était là, excepté moi. »
Au fil du livre on note plusieurs particularités linguistiques tel que son changement de registre identifié dans certains passages du livre. Holden passe d'un registre comique à un registre dramatique révélant sa position liminale entre enfance et âge adulte. On note également une certaine exagération dans ses propos et ses pensées, telles que nous les montrent les expressions « dans près d'un millier de magazines » (Rossi 1953 : 7) ou « « pour la cinquantième fois » (Rossi 1953 : 88). Une dramatisation qui accentue identité complexe du personnage.
Holden est à part, et selon ses propres termes « terrifié » par cette activité pourtant hautement fédérative qu’est le sport dans un collège de garçons. C'est un personnage qui n'est pas dans la norme. Il est marginal.
Est très révélatrice également de sa personnalité la façon qu’il a de dénigrer, d’exagérer les détails sans importance et de traiter comme insignifiantes les choses qui en réalité le touchent et cette indifférenciation lui permet de jouer l’indifférence. Il aime monter des bobards, se présenter sous de faux noms, faire croire des choses qui ne sont pas, mais lui-même, à ce jeu, perd le sens du réel. Sans doute souffre-t-il d’une trop grande sensibilité dont il se protège par une exagération systématique qui lui permet de tout mettre sur le même plan. En réalité, il a peur de ses émotions, qu’elles soient positives ou négatives, « elles le tuent ». C’est une de ses expressions favorites, qu’il faudrait presque prendre au pied de la lettre.
Les êtres humains éveillent en lui du dégout, de l’incompréhension, de l’agacement, parfois, au mieux, de la compassion mêlée d’écœurement. Il semble qu’il y ait toujours une distance infranchissable, une barrière entre lui et les autres.
Une chose, pourtant anodine, le préoccupe et il y revient plusieurs fois : que deviennent les canards de Central Park lorsque le lac est pris par le gel ? Cette image remplace une interrogation informulée qui semble hanter le personnage : que deviennent les hommes lorsqu’ils perdent tout contact chaleureux avec les autres et lorsque la glace peu à peu les enserre ?
Étranger au monde et à lui-même, Holden ne sait pas quel mal le ronge. Ses difficiles relations aux autres deviennent même impossibles lorsqu’il aborde les filles, car la sexualité tout à la fois le fascine, l’obsède et le terrifie. Ainsi s’explique l’épisode à l’hôtel avec la prostituée qui le traite de « couille molle ».

### Construction
Le livre, dans sa construction, reprend et explique à la fin des éléments donnés au début. L'Attrape-cœurs, dans sa globalité, relate d’un cas clinique et sa démonstration. Cependant, s’il y a du suspense, il n’y a pas de surprise. Il s’agit en effet de la chronique d’un désastre annoncé.
La clé du roman est donnée par M. Antolini, ce pédagogue un peu hors normes qui aime la philosophie et la poésie et qui comprend, sans doute mieux que d’autres, cet âge incertain et fragile qu’est l’adolescence. Seul ce professeur a su approcher la vérité d'Holden Caulfield : « Franchement je ne sais que diable te dire, Holden […] J’ai l’impression que tu marches vers une sorte de terrible, terrible chute… » Lui seul a pressenti la catastrophe et bien malgré lui, l’a précipitée en témoignant maladroitement au jeune homme son affection ou son désir envers lui.
C’est de l’intérieur et intimement que nous comprenons ce dont souffre Holden Caulfield. Le roman est le discours vivant d’un adolescent en proie à un mal-être profond et qui bascule dans la folie.

### Perspectives
L’auteur ne laisse guère d’espoir pour Holden Caulfield, à moins que ce dernier réalise, après s’être confié — même dans le cadre d’une institution —, que c’est la parole qui peut le raccrocher au monde. Ses derniers mots maladroitement expriment cela : « Les gens dont j’ai parlé, ça fait comme s'ils me manquaient à présent, c'est tout ce que je sais […] C’est drôle. Faut jamais rien raconter à personne. Si on le fait, tout le monde se met à vous manquer. »
L'adolescent comprendra peut-être que le manque est le revers de l’attachement et que c’est parfois douloureux. Peut-être apprendra-t-il à ne plus avoir peur et à exprimer ses sentiments. Peut-être enfin, comme pour les canards de Central Park, quelqu’un viendra le chercher et le délivrer de son enfermement ?

## Héros principaux
Holden Caulfield
Holden Caulfield est le personnage complexe du roman "L'Attrape-cœurs" de J.D. Salinger. Âgé de 16 ans et récemment expulsé de l'école Pencey Prep, Holden est un jeune homme intelligent et sensible. Il trouve l'hypocrisie et la laideur du monde insupportables et utilise son cynisme pour se protéger des douleurs et des déceptions du monde adulte. Ses critiques ne sont pas seulement dirigées vers les autres, mais aussi vers lui-même. Ayant du mal à passer de l'enfance à l'âge adulte, Holden ne parvient pas à franchir ce fossé, ce qui le mène à une crise émotionnelle.
Stradlater
Stradlater est le camarade de chambre de Holden Caulfield à l'école préparatoire Pencey. Stradlater est beau, confiant et populaire. Cependant, Holden le qualifie de "voyou caché" parce que, bien qu'il ait l'air soigné à l'extérieur, ses affaires de toilette, comme son rasoir, sont dégoûtantes. Stradlater reflète le monde intérieur de Holden et incarne la vision critique que Holden a des autres.
Phoebe Caulfield
Phoebe est la sœur cadette de Holden Caulfield, qu'il adore. Bien qu'elle ait six ans de moins que lui, elle écoute attentivement ce qu'il dit et le comprend mieux que la plupart des autres. Phoebe est intelligente, soignée et une excellente danseuse. Son innocence enfantine est la seule source de bonheur constant pour Holden tout au long du roman. Parfois, elle fait preuve d'une grande maturité et critique même Holden pour son manque de maturité. Comme M. Antolini, Phoebe semble être consciente que le plus grand ennemi de Holden est lui-même. Phoebe joue un rôle crucial dans la vie de Holden, et leur relation ajoute une profondeur émotionnelle au roman.
M. Spencer
M. Spencer réprimande Holden pour ses mauvaises performances académiques. Cela agace Holden et le pousse à décider de quitter l'école. Il décide de partir pour Manhattan trois jours plus tôt et de rentrer chez ses parents.
Carl Luce
Carl Luce est le conseiller étudiant de Holden à l'école Whooton, et il est maintenant étudiant à Columbia.
M. Antolini
M. Antolini est l'ancien professeur d'anglais de Holden à l'école Elkton Hills. Il enseigne actuellement à l'Université de New York. Il est jeune, intelligent, sympathique et apprécié, et Holden le respecte. Parfois, Holden le trouve un peu trop intelligent, mais il se tourne vers lui pour obtenir des conseils.
Allie Caulfield
Allie, le frère cadet de Holden, est décédé trois ans avant le début du roman à cause d'une leucémie. Allie était un enfant intelligent et sociable que Holden aimait beaucoup. Holden souffre profondément de la mort de son frère et porte avec lui un gant de baseball sur lequel Allie avait écrit des poèmes à l'encre verte.
Jane Gallagher
Jane est une fille avec qui Holden a passé beaucoup de temps lors d'un été dans le Maine. Bien qu'elle n'apparaisse jamais dans le roman, Jane est extrêmement importante pour Holden, car elle fait partie des rares personnes qu'il respecte et trouve attirantes.
Sally Hayes
Sally est une fille que Holden connaît depuis longtemps et avec qui il est sorti. Bien qu'elle soit attirante et bien éduquée, Holden la considère comme "stupide" et pense que ses goûts et ses attitudes sont plus traditionnels que les siens.
Ackley
Ackley est le voisin de chambre de Holden à l'école préparatoire Pencey. Il a une mauvaise hygiène dentaire, beaucoup d'acné et manque de confiance en lui. Il entre souvent dans la chambre de Holden et ne semble pas comprendre quand ce dernier souhaite qu'il parte.

## Autour du livre
Ce livre a marqué J. D. Salinger, qui ne s'attendait pas à un tel succès. Abandonnant sa vie new-yorkaise, il s'exile dans la petite ville de Cornish, dans le New Hampshire. L'auteur qui faisait pourtant dire à son personnage : 
« Mon rêve, c'est un livre qu'on n'arrive pas à lâcher et quand on l'a fini on voudrait que l'auteur soit un copain, un super-copain et on lui téléphonerait chaque fois qu'on en aurait envie. »
 s'isole et refuse de s'exprimer dans les médias. Il ne publie plus rien à partir de 1965 et s'oppose à toute adaptation de L'Attrape-cœurs au cinéma. Cependant, il ne cesse d'écrire et à son décès, plusieurs histoires sont retrouvées dans sa maison.
Selon les souhaits de l'auteur, les couvertures sont uniquement typographiques, dépourvues d’images, de citations.

## Controverses
Un exemplaire de L'Attrape-cœurs est retrouvé dans la chambre d'hôtel de John Warnock Hinckley Jr., qui a tenté d'assassiner le président des États-Unis Ronald Reagan en mars 1981.
L'Attrape-cœurs est banni de certaines bibliothèques d'établissements scolaires au motif qu'il donnerait un mauvais exemple aux adolescents et pourrait avoir incité, dans une moindre mesure, Mark David Chapman à tuer le chanteur John Lennon, John Warnock Hinckley Jr. à tenter d'assassiner le président Ronald Reagan et Robert John Bardo (en) à tuer l'actrice Rebecca Schaeffer (ces hommes possédant ce roman comme livre de chevet). Il est demandé aux professeurs d'expliquer et d'analyser le livre avec les élèves.